# High (Lighthouse Family-sang)
"High" er en sang af den britisk musikduo Lighthouse Family, der blev udgivet på deres andet album Postcards from Heaven (1997).
Sangen blev skrevet af Paul Tucker og produceret af Mike Peden. Den blev udgivet d. 29. december 1997 som den anden single fra albummet.
"High" er gruppens mest succesfulde single, da den nåede nummer 4 på UK Singles Chart, nummer 8 i New Zealand og nummer 1 i Australien. Den nåede ind i top 10 i otte lande i Europa.

## Spor
| - UK CD1 1. "High" (full length version) 2. "High" (Itaal Shur's Beautiful Urban Mix) 3. "High" (Full Crew main mix) 4. "High" (Itaal Shur's Beautiful Urban Dreamscape Mix) - UK CD2 1. "High" (full length version) 2. "High" (vocal 12-inch) 3. "High" (Interplanetary Disco Mix) 4. "High" (E-Dancer Dub) 5. "High" (Inner City Mix) - UK cassette single 1. "High" (full length version) 2. "High" (Itaal Shur's Beautiful Urban edit) | European CD single 1. "High" (7-inch edit) — 4:35 2. "High" (Itaal Shur's Beautiful Urban edit) — 3:43 Australian CD single 1. "High" (7-inch edit) — 4:35 2. "Lifted" (7-inch) — 4:30 3. "Ocean Drive" (7-inch radio mix) — 3:59 4. "High" (Itaal Shur's Beautiful Urban edit) — 3:43 Alfredo Nini Version 1. "High" — 4:58 |

## Hitlister
| Hitliste(1998)                                   | Højeste placering |
| ------------------------------------------------ | ----------------- |
| Australien (ARIA)                                | 1                 |
| Østrig (Ö3 Austria Top 40)                       | 4                 |
| Belgien (Ultratop 50 Flanderen)                  | 4                 |
| Belgien (Ultratop 50 Vallonien)                  | 20                |
| Canada Adult Contemporary (RPM)                  | 10                |
| Europe (Eurochart Hot 100)                       | 4                 |
| Tyskland (Official German Charts)                | 4                 |
| Hungary (Mahasz)                                 | 5                 |
| Irland (IRMA)                                    | 3                 |
| Italy (Musica e dischi)                          | 7                 |
| Holland (Dutch Top 40)                           | 6                 |
| Holland (Single Top 100)                         | 8                 |
| New Zealand (RIANZ)                              | 8                 |
| Skotland (Official Charts Company)               | 4                 |
| Sverige (Sverigetopplistan)                      | 18                |
| Schweiz (Schweizer Hitparade)                    | 2                 |
| Storbritannien Singles (Official Charts Company) | 4                 |
| Storbritannien R&B (Official Charts Company)     | 2                 |
| USA Adult Contemporary (Billboard)               | 23                |
| USA Dance Club Songs (Billboard)                 | 21                |

| Hitliste (1998)                   | Placering |
| --------------------------------- | --------- |
| Australia (ARIA)                  | 11        |
| Austria (Ö3 Austria Top 40)       | 39        |
| Belgium (Ultratop 50 Flanders)    | 32        |
| Belgium (Ultratop 50 Wallonia)    | 77        |
| Canada Adult Contemporary (RPM)   | 45        |
| Europe (Eurochart Hot 100)        | 22        |
| Germany (Official German Charts)  | 23        |
| Netherlands (Dutch Top 40)        | 19        |
| Netherlands (Single Top 100)      | 39        |
| Sweden (Sverigetopplistan)        | 82        |
| Switzerland (Schweizer Hitparade) | 14        |
| UK Singles (OCC)                  | 35        |